# Trumandoctrine

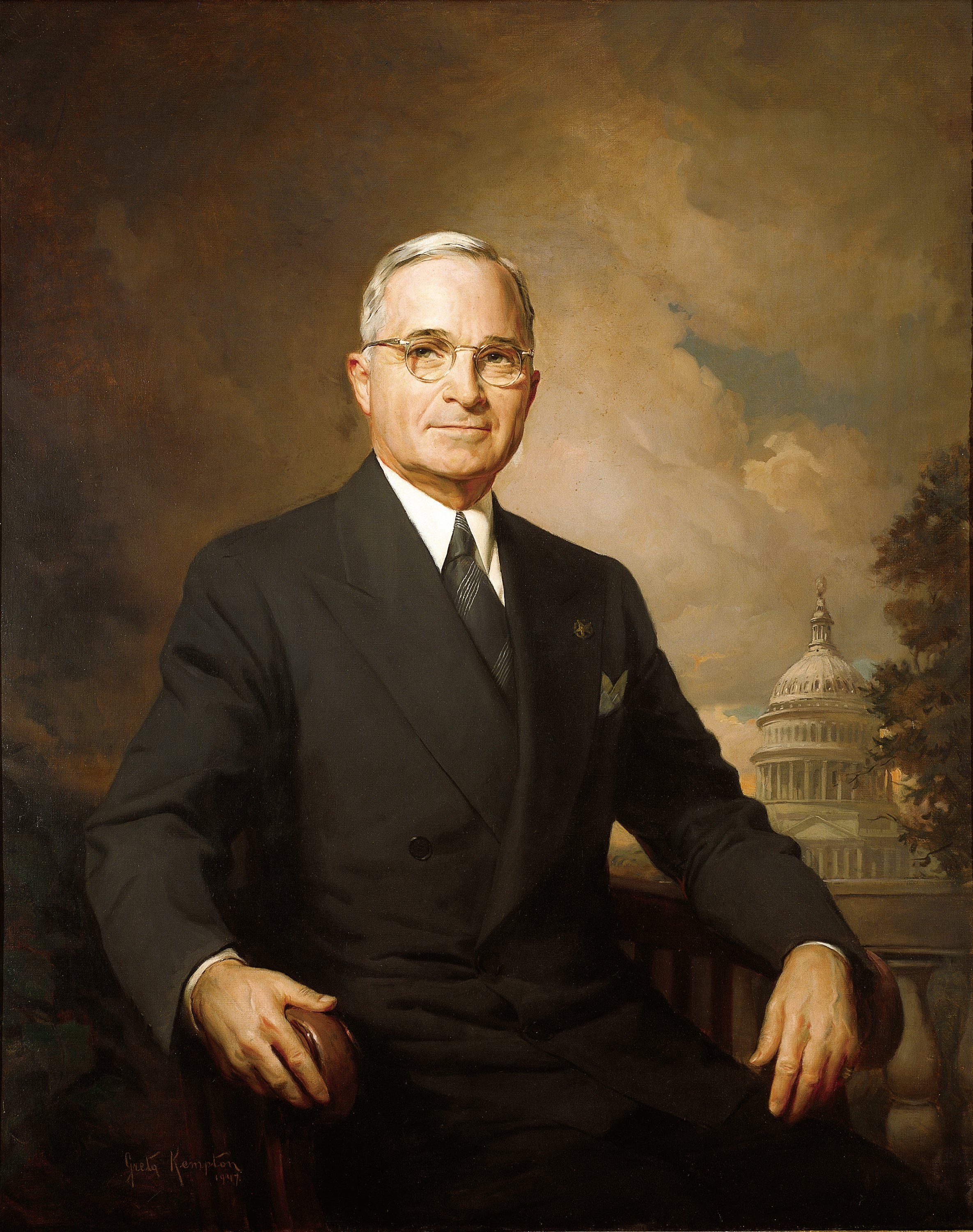
Harry Truman

De Trumandoctrine was een onderdeel van het Amerikaans buitenlands beleid waarvan het verklaarde doel was om de geopolitieke expansie van de Sovjet-Unie tijdens de Koude Oorlog tegen te gaan.
President Harry S. Truman hield op 12 maart 1947 in het Amerikaans Congres een historische rede waarin hij hulp beloofde aan alle landen die zich door de communistische expansie bedreigd voelden. Voortaan bestonden er twee werelden: de 'vrije wereld' en het communisme, oftewel de Eerste wereld en Tweede wereld. Deze rede wordt wel beschouwd als het begin van de Koude Oorlog. Landen die voorheen als bondgenoten tegen nazi-Duitsland streden kwamen nu tegenover elkaar te staan. Hiermee beëindigde de VSA ook hun isolationisme, die voordien was ingevoerd door de Monroedoctrine.
Een directe praktische consequentie was de financiële hulp aan Griekenland, waar een linkse coup op de loer lag, en Turkije, waar de Sovjet Unie invloed op wilden uitoefenen.
De Trumandoctrine leidde tot de containmentpolitiek. Later werd dit in Azië door middel van de dominotheorie verder uitgebreid.
Nu staat elk land voor de keuze tussen twee levenswijzen. Die keuze is maar al te vaak niet vrij.
De eerste levenswijze is gebaseerd op de wil van de meerderheid: een regering die aan het volk verantwoording moet afleggen, vrije verkiezingen, individuele vrijheid, vrijheid van meningsuiting en godsdienst en geen politieke onderdrukking.
De tweede levenswijze is gebaseerd op de wil van de minderheid met geweld aan de meerderheid opgelegd. Ze berust op terreur en onderdrukking, een gecontroleerde radio en pers, gemanipuleerde verkiezingen en onderdrukking van de persoonlijke vrijheden.
Ik geloof dat de VS steun moet verlenen aan vrije volken die zich verzetten tegen pogingen om hen te onderwerpen door gewapende minderheden of door druk van buitenaf. Onze hulp moet eerst economisch en financieel zijn, om zo een economische stabiliteit en een evenwichtige politieke ontwikkeling te bevorderen.— Uit de rede van Truman voor het Congres, Tekens 6.1., p 54